# Municipio de Union Center
El municipio de Union Center (en inglés: Union Center Township) es un municipio ubicado en el condado de Elk en el estado estadounidense de Kansas. En el año 2010 tenía una población de 103 habitantes y una densidad poblacional de 0,28 personas por kilómetro cuadrado.

## Geografía
El municipio de Union Center se encuentra ubicado en las coordenadas 37°31′33″N 96°25′35″O / 37.52583, -96.42639. Según la Oficina del Censo de los Estados Unidos, el municipio tiene una superficie total de 372,98 km², de la cual 369,87 km² corresponden a tierra firme y (0,83 %) 3,1 km² es agua.

## Demografía
Según el censo de 2010, había 103 personas residiendo en el municipio de Union Center. La densidad de población era de 0,28 hab./km². De los 103 habitantes, el municipio de Union Center estaba compuesto por el 100 % blancos, el 0 % eran afroamericanos, el 0 % eran amerindios, el 0 % eran asiáticos, el 0 % eran isleños del Pacífico, el 0 % eran de otras razas y el 0 % pertenecían a dos o más razas. Del total de la población el 0 % eran hispanos o latinos de cualquier raza.